# Wolterstorffina parvipalmata
Wolterstorffina parvipalmata es una especie de anfibios de la 
familia Bufonidae. Habita en Camerún y Nigeria. Su hábitat natural son los ríos.
Está amenazada de extinción.